# 11504 Kazo
11504 Kazo è un asteroide della fascia principale. Scoperto nel 1990, presenta un'orbita caratterizzata da un semiasse maggiore pari a 2,2924808 UA e da un'eccentricità di 0,1618610, inclinata di 7,23638° rispetto all'eclittica.